# Dorcasta gracilis
Dorcasta gracilis är en skalbaggsart som beskrevs av Fisher 1932. Dorcasta gracilis ingår i släktet Dorcasta och familjen långhorningar.
Artens utbredningsområde är Haiti. Inga underarter finns listade i Catalogue of Life.